# IOS 9
iOS 9 és la novena versió principal d'iOS, el sistema operatiu mòbil d'Apple Inc. És el successor de l'iOS 8 i se centralitza menys en noves característiques i més en optimitzacions, com també en millores a la bateria. Es va anunciar a la presentació de la companyia a WWDC 2015, i es va llançar el 16 de setembre de 2015.
El 21 de setembre de 2015, Apple va anunciar que iOS 9 havia estat instal·lat en més del 50% dels dispositius en què és compatible, mesurats segons l'App Store, fent-lo el sistema operatiu amb el ritme d'adopció més alt. A data de 25 de gener de 2016, el percentatge és del 76%.

## Història
iOS 9 va debutar a l'Apple Worldwide Developers Conference el 8 de juny de 2015, i la beta 1 d'iOS 9.0 es va llançar per a desenvolupadors després de la conferència, i el juliol es va fer una beta pública a tots els membres del programa d'Apple Beta Software Program. iOS 9 es va llançar públicament el 16 de setembre de 2015. La versió iOS 9.0.1 es va llançar el 23 de setembre de 2015 com a primera actualització d'iOS 9. Va arreglar un bug important que causava que la pantalla de "Slide to Upgrade" es quedés congelada quan s'actualitzava a partir d'una versió anterior d'iOS. iOS 9.0.2 es va llançar el 30 de setembre de 2015 per arreglar un problema a la pantalla de bloqueig.
iOS 9.1 es va llançar el 21 d'octubre de 2015. Inclou suport per l'iPad Pro i l'Apple Pencil i l'Apple TV de quarta generació. iOS 9.2 es va llançar el 8 de desembre de 2015, amb noves característiques com suport per la llengua aràbiga per Siri i introduint suport per l'adaptador USB de càmera per l'iPhone, que permet transferir fotos d'una càmera a un dispositiu d'Apple sense haver de passar per un ordinador. iOS 9.2.1 es va llançar el 19 de gener de 2016, amb algunes correccions d'errors.
iOS 9.3 Developer Preview es va llançar el 14 de gener de 2016, amb característiques com Night Shift, fixament de notes, millores a News i Health i més dreceres amb 3D touch.

## Recepció
En general, la recepció d'iOS 9 fou bona, i els crítics van valorar positivament les millores que Apple va fer, com també els canvis respecte del seu predecessor, iOS 8, que se sabia que tenia errors i podia ser inestable de vegades. Els crítics també van elogiar les millores en l'experiència de l'usuari i les millores en la intel·ligència. Tanmateix, molts periodistes van apuntar que Apple havia agafat idees per a iOS 9 d'altres plataformes. Les millores en la intel·ligència es van veure com a prestades de Google, que havia introduït la idea de Google Now i Now On Tap, que fan les mateixes funcions que Proactive a iOS 9. També la funcionalitat de multitasking provenia d'altres tablets com la Microsoft Surface o la línia de tablets de Samsung. Les millores en el teclat, com ara el desplaçament amb dos dits i el teclat amb majúscules/minúscules, podrien haver provingut de modificacions externes, segons els crítics (SwipeSelection i ShowCase, respectivament).